# The Adventures of Sherlock Holmes (film)
Aventurile lui Sherlock Holmes (în engleză The Adventures of Sherlock Holmes, lansat ca Sherlock Holmes în Regatul Unit) este un film de mister de crimă de aventură din 1939 regizat de Alfred L. Werker, cu Basil Rathbone, Nigel Bruce și Ida Lupino în rolurile principale. Este o pastișă care prezintă personajele din seria de cărți Sherlock Holmes scrise de Sir Arthur Conan Doyle. Filmul menționează piesa de teatru din 1899, Sherlock Holmes de William Gillette, ca materialul sursă al scenariului filmului, deși există puține asemănări în intrigi.
Fimul este al doilea dintr-o serie de filme din perioada 1939 - 1946 în care a fost implicată perechea de actori, Basil Rathbone ca Sherlock Holmes și Nigel Bruce ca Doctor Watson, după Câinele din Baskerville din 1939. Filmul a fost ultimul film cu Holmes produs de Fox și ultimul din seria Rathbone/Bruce care a fost plasat în perioada originală a Londrei victoriene. Celelalte douăsprezece filme produse de Universal Pictures și cu Rathbone/Bruce în rolurile principale au avut loc în vremurile contemporane premierelor (adică, în anii 1940). George Zucco joacă rolul dușmanului lui Holmes, profesorul Moriarty.
Filmul îl urmărește pe celebrul detectiv Sherlock Holmes și pe asistentul său, doctorul Watson, în timp ce încearcă să-și învingă dușmanul său principal,  profesorul Moriarty, care are ca țintă o familie bogată și planifică furtul Bijuteriilor Coroanei.

## Distribuție
- Basil Rathbone - Sherlock Holmes
- Nigel Bruce - Dr. Watson
- Ida Lupino - Ann Brandon
- George Zucco - Profesorul Moriarty
- Alan Marshal - Jerrold Hunter
- Terry Kilburn - Billy
- Henry Stephenson - Sir Ronald Ramsgate
- E. E. Clive - Inspector Bristol
- Arthur Hohl - Bassick
- Mary Forbes - Lady Conyngham
- Peter Willes - Lloyd Brandon
- Mary Gordon - Mrs. Hudson
- Frank Dawson - Dawes
- George Regas - Matteo
- William Austin - Passerby
- Holmes Herbert - Justice of the Court